# 婆娑尼師今
婆娑尼師今（？—112年），姓朴名婆娑。新羅第5代君主，儒理尼師今之子。在位期間，婆娑尼師今將新羅版圖擴大。他节俭省用，关爱国民，受到国民的拥戴。在位32年，传位于其子祇摩尼师今。

## 治世
- 84年，立明宣为伊飡，允良为波珍飡。85年，立吉元为阿飡。
- 87年，筑加召城、馬头城。
- 93年，任允良为伊飡，启其为波珍飡。94年，伽倻贼围攻马头城，婆娑遣阿飡吉元领1000骑兵击退。
- 96年，伽倻人攻击新罗南方边境，婆娑遣加城主长世去抵抗，结果被杀。婆娑大怒，领5000勇士击败伽倻人。
- 101年，修筑月城。102年，音汁伐国与悉直谷国争土地。婆娑听说伽倻的首露王足智多谋，便命六部会飨首露王。首露王因汉祇部主保其官位低下，以为不敬，命奴杀之。奴逃依音汁伐主陁邹干家。婆娑命人索要奴，施邹不给。婆娑遂伐音汁伐国，后悉直、押督二国王来降。
- 104年，悉直起兵叛乱，婆娑发兵讨平。106年，命马头城城主伐伽倻。108年，遣兵伐比只国、多伐国、草八国，并兼并。
- 112年，婆娑尼师今去世，葬于蛇陵。传位于其子祇摩尼师今。

## 家庭

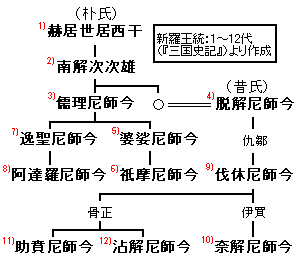
三国史记中的新罗国世系

- 父：儒理尼师今（一说奈老）
- 妻：史省夫人（许娄葛文王之女）
- 子：祇摩尼师今